# Joseph Burn Smeeton
Joseph Burn Smeeton (Londres, 1817 - Levallois-Perret, 2 novembre 1890) est un graveur sur bois, illustrateur et peintre britannique ayant travaillé à Paris, en partenariat avec Joachim-Jean Cosson puis Auguste Tilly.

## Biographie
Né à Londres vers 1817, Joseph Burn Smeeton est à Paris dans les années 1850. On sait qu'il travaille avec ce qui constituaient les restes de l'atelier ABL, fondé en 1832, regroupant John Andrew (1817-1870), Jean Best et Isidore Leloir, trois graveurs sur bois fournisseurs principaux du Magasin pittoresque. Cet atelier va connaître des transformations, entre autres en associant Smeeton et un certain Joachim-Jean Cosson ; la marque Best-Cosson-Smeeton s'inscrit dans la continuité de l'atelier ABL.
En mai 1862, Smeeton signe un nouveau contrat d'affaires avec Joachim-Jean Cosson, Denis-Alexandre Langlois, Alexis-Adolphe Soupey, Henri-François-Amédée Dewailly, tous graveurs sur bois, afin de constituer un atelier au service de la production d'illustrations. Le siège de la société, Cosson & Smeeton, a pour principaux clients Le Magasin pittoresque, puis L'Illustration. L'adresse de cet atelier est 15, rue Saint-Maur-Saint-Germain dans le 6e. En septembre, ils embauchent le jeune Auguste Lepère comme apprenti.
Smeeton expose ses premières gravures originales, dont Un clair de lune, au Salon de Paris en 1864 ; il réside au 159, boulevard du Montparnasse, qui restera son quartier. 
Cosson & Smeeton embauchent d'autres apprentis comme Auguste Tilly, Henri Paillard et Eugène Dété. En 1872, Smeeton et Tilly forment une association ; l'atelier Smeeton & Tilly. De leurs côtés, Lepère et Dété partent former une nouvelle association de graveurs avec Tony Beltrand et Frédéric Florian (signant « B.D.F. »).
Smeeton continue d'exposer régulièrement ses gravures au Salon, mais aussi des peintures, de 1865 à 1889.
Résidant au 114, boulevard du Montparnasse, sa mort est annoncée le 4 décembre 1890 ; il est inhumé au cimetière du Montparnasse.